# István Magda
István Magda (7 luglio 1911 – 3 giugno 1991) è stato un calciatore ungherese, di ruolo centrocampista.

## Carriera

### Club
Ha sempre giocato nel campionato ungherese.

### Nazionale
Ha collezionato 3 presenze con la maglia della Nazionale